# Intertropische convergentiezone

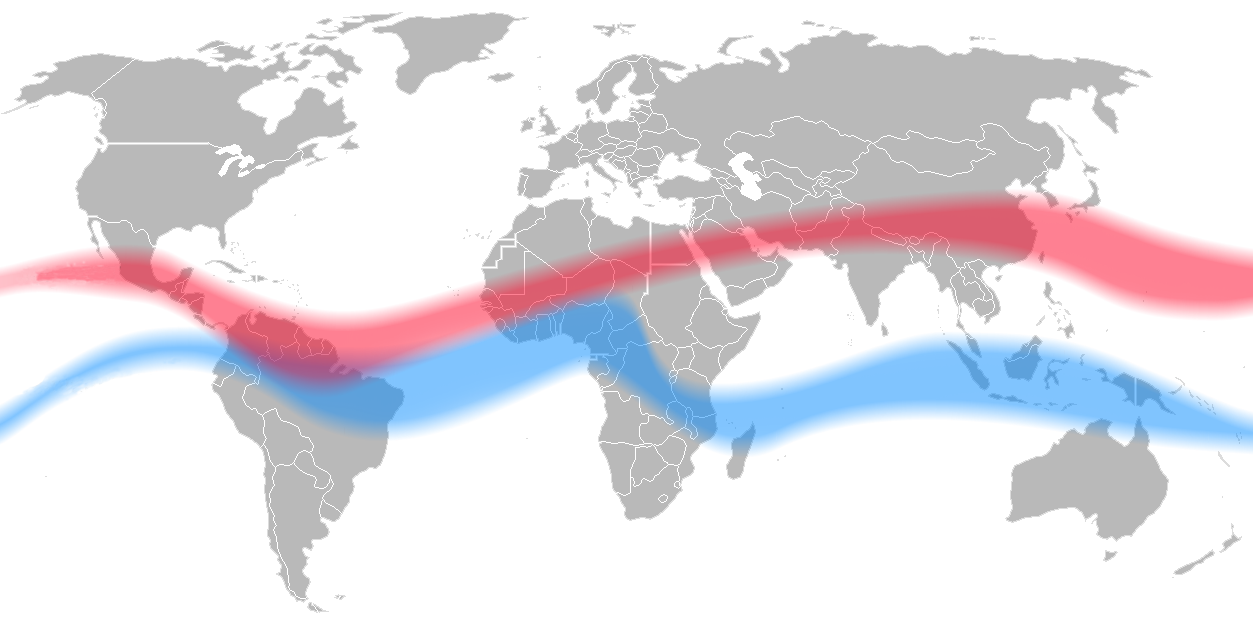
Ligging van de ITCZ
januari
juli

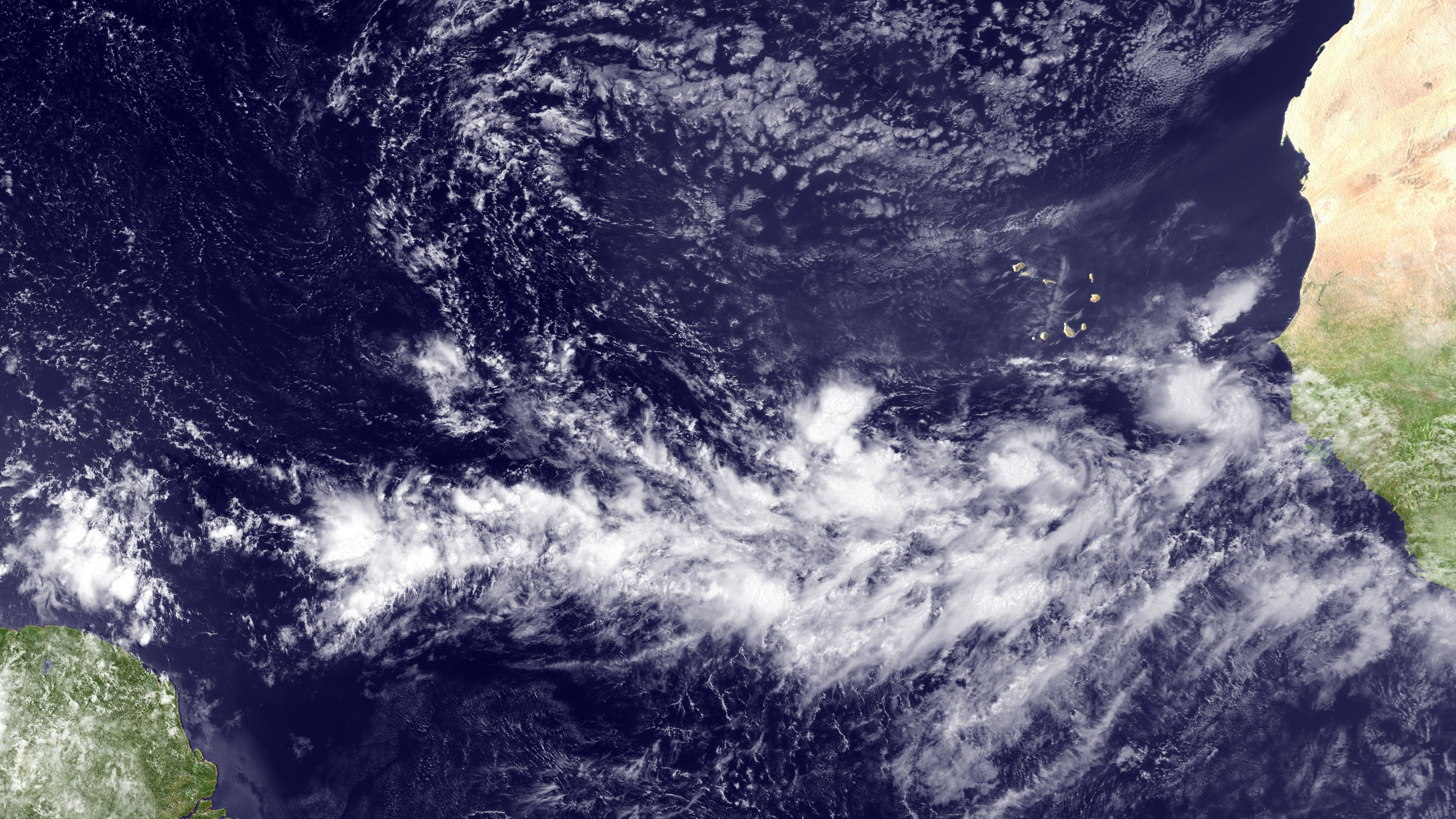
De strook met onweer van de intertropische convergentiezone vormen een lijn boven de Atlantische Oceaan,

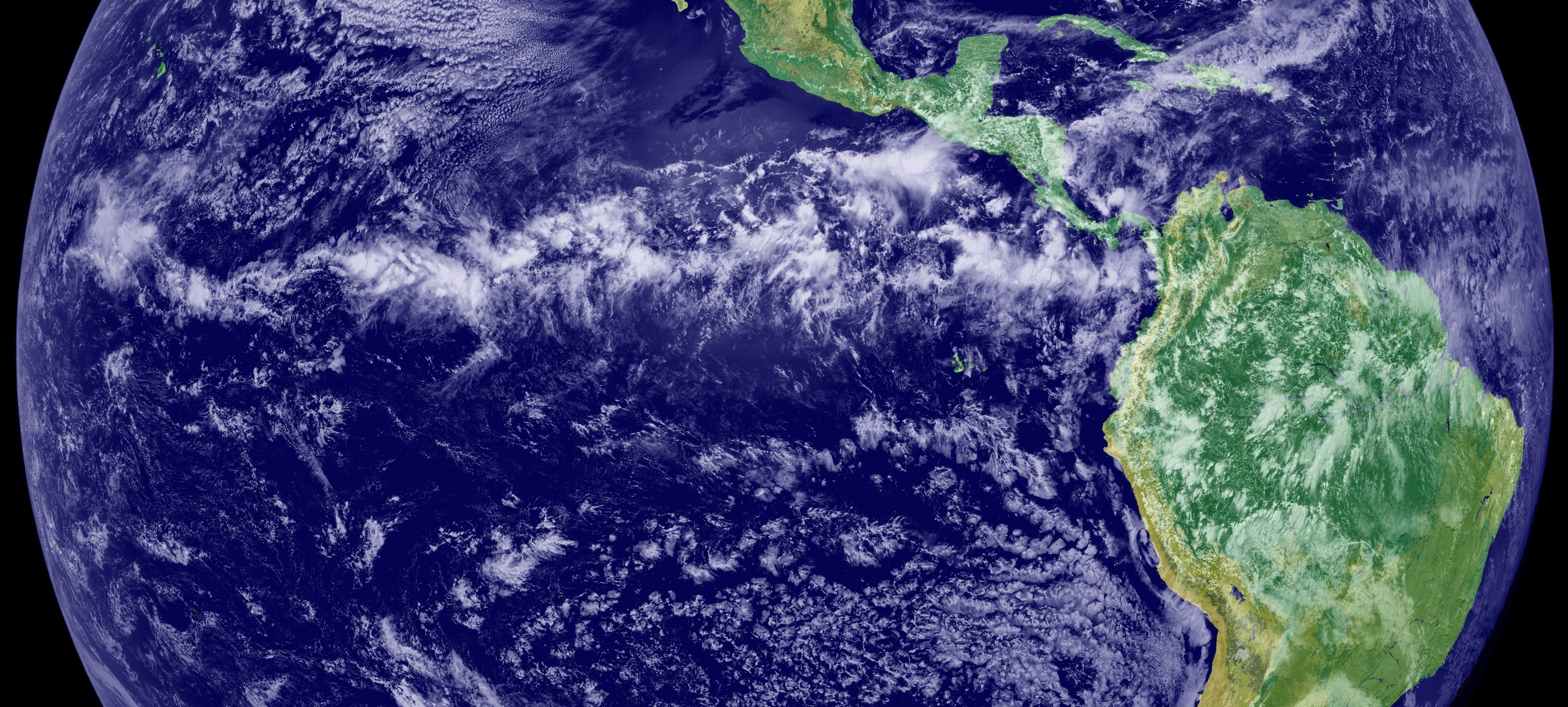
en boven het oosten van de Grote Oceaan.

De intertropische convergentiezone (ITCZ) is de zone met stijgende luchtbewegingen in de buurt van de evenaar. Deze zone wordt ook wel de doldrums genoemd, naar een 19e-eeuwse uitdrukking uit het Engels met ongeveer de betekenis: 'uit zijn gewone doen'. De eerste lettergreep dol- is van dezelfde herkomst als het nederlandse woord dol. De ITCZ verplaatst zich gedurende het jaar onder invloed van de stand van de zon. De ligging ervan ijlt ongeveer twee maanden na op de hoogste stand van de zon.
De lucht is hier door opwarming van de zon het warmst. De zone is zeer instabiel, brengt vaak natte perioden met veel buien en daartussen droge dagen. Deze warmte resulteert in stijgende, vochtige lucht, lage luchtdruk, buien en onweer. Deze clusteren vaak samen en dan ontstaat een groot gebied met buien. Wanneer deze buien zich verplaatsen en de luchtmassa boven zee komt met water dat warmer is dan 27 °C, voedt de opstijgende warme lucht de luchtmassa. Het corioliseffect zorgt er tevens voor dat de luchtmassa zelf ook gaat draaien, wat er weer voor zorgt dat het buiengebied groter en sterker wordt. De wind- en regenintensiteit nemen toe en het lagedrukgebied wordt een tropische storm. In het begin haalt de wind van zo'n storm een gemiddelde snelheid van ongeveer 58 km/u. Wordt de snelheid hoger dan 117 km/u dan spreekt men van een tropische cycloon of taifoen.
De intertropische convergentiezone staat ook bekend om zijn rustige perioden. Dan kan de wind soms dagen of weken zeer zwakjes waaien, of zelfs helemaal gaan liggen.